# 5ТД
5ТД (5-цилиндровый танковый двигатель) — марка (семейство, ряд) двухтактных 5-цилиндровых дизельных двигателей, созданных под руководством Алексея Дмитриевича Чаромского в Конструкторском бюро (КБ) по танковому двигателестроению на заводе имени Малышева, в 1950-х годах, в СССР.
Многотопливные двигатели, предназначенные для установки на различные модификации советских основных и специальных танков, с высоким наддувом, жидкостным охлаждением, непосредственным впрыском топлива, горизонтальным расположением цилиндров (диаметр цилиндра 120 мм, ход поршня 2×120 мм), и мощностью 700—1050 л. с. в зависимости от модификации боевой машины.

## Краткая история
Потребность в новом двигателе возникла при разработке основного и среднего танка Т-64 в начале 1950-х годов. Танку требовался относительно компактный двигатель под малогабаритный моторный отсек. Поэтому пришлось отказаться от традиционного V-образного танкового двигателя В-2. Среди рассмотренных вариантов был прототип двигателя разработки А. Д. Чаромского, прототипом которого стал трофейный авиационный двигатель Junkers Jumo 205. Однако собственно двигателя у Алексея Чаромского на тот момент не было, был лишь испытательный стенд с одноцилиндровым двухтактным дизельным двигателем.
В 1953 году А. Д. Чаромский был отправлен в командировку в Харьков, где под его руководством был создан четырехцилиндровый двигатель 4ТД мощностью 480 л. с. Но этой мощности было недостаточно, поэтому добавили ещё один цилиндр, создав пятицилиндровый дизельный двигатель 5ТД мощностью 600 л. с..
Из-за отсутствия надлежащих условий при необходимости создать двигатель с нуля, первые образцы имели многочисленные изъяны — доведение ресурса моторов до 100 часов считалось достижением. Однако со временем изъяны устранили, а ресурс двигателей в модели 5ТДФ улучшили до 500 и более моточасов.
Двигатель 5ТДФМА мощностью 1 050 л. с. использовали для среднего танка Т-72УА-1 — модернизированной версии основного танка Т-72. Новый двигатель устанавливался с сохранением штатной системы охлаждения и без значительной доработки корпуса среднего танка. Компактные габариты двигателя позволили разместить в моторно-трансмиссионном отделении дополнительную силовую установку ЭА-10-2 мощностью 10 кВт, при расходе топлива 3,8 кг/час.
В июне 2016 года стало известно о модернизации двигателя 5ТДФ на Харьковском бронетанковом заводе. На опытной станции дизельных двигателей с компьютерной системой сбора информации, двигатель был модернизирован, в результате чего ходовые качества и моторесурс боевых машин значительно возрос.
В сентября 2018 года на украинских предприятиях был налажен капитальный ремонт двигателей 5ТДФ и создан некоторый запас отремонтированных двигателей. Для этого было освоено производство критических составляющих, которые раньше на Украине не производились, поскольку почти всё производство бронетанковой техники на Украине проходило в тесной кооперации с Россией.

## Характеристики
| Характеристики                     | Двигатели     | Двигатели                 | Двигатели    |
| ---------------------------------- | ------------- | ------------------------- | ------------ |
| Характеристики                     | 5ТДФ          | 5ТДФМ                     | 5ТДФМА       |
| Применение                         | Т-64, Т-64БМ2 | Т-55, Т-64Б, Т-64 «Булат» | Т-72УА-1     |
| Мощность, л.с.                     | 700           | 850                       | 1050         |
| Удельный расход топлива, г/ л.с.-ч | 158           | 160                       | 153          |
| Масса, кг                          | 1040          | 1040                      | 1040         |
| Размеры, мм                        | 1413х955х581  | 1413х955х581              | 1413х955х581 |

## Двигатели ТД
Двигатели марки ТД:
- 6ТД — ряд дизельных двигателей, предназначенный для оборудования танков типа Т-80УД и Т-84.
- 3ТД — ряд дизельных двигателей, предназначенный для оборудования легкобронированной военной техники (БМП, БТР и т.д.).